# Dandikere, Sira
Dandikere là một làng thuộc tehsil Sira, huyện Tumkur, bang Karnataka, Ấn Độ.